# Кэдзу Дэнки (стадион)
«Кэдзу Дэнки» (яп. 水戸市立競技場) — стадион, расположенный в городе Мито, префектура Ибараки, Япония. Является домашней ареной клуба Джей-лиги «Мито Холлихок». Стадион вмещает 12 000 зрителей и был построен в 1987 году.

## История
Стадион был открыт и построен в 1987 году. В 2009 году он был реконструирован, чтобы соответствовать требованиям к стадионам Джей-лиги. С этого времени клуб «Мито Холлихок» и стал проводить свои домашние матчи на нём.
Стадион серьёзно пострадал во время землетрясения и последовавшего цунами 2011 года, в результате в течение нескольких месяцев он оставался непригодным для проведения каких-либо спортивных мероприятий.

## Транспорт
- Линия Дзёбан, Линия Суйгун и Линия Оарай Касима: 55 минут пешком от станции Мито.
- Линия Дзёбан: 60 минут пешком от станции Акацука.